# Visco (Friaul-Julisch Venetien)
Visco (im furlanischen Dialekt: Visc) ist eine nordostitalienische Gemeinde (comune) mit 830 Einwohnern (Stand 31. Dezember 2023) in der Region Friaul-Julisch Venetien. Die Gemeinde liegt etwa 20,5 Kilometer südsüdöstlich von Udine am Ruggia Milleacqua.

## Geschichte
Die Gemeinde war bis zum Ende des Ersten Weltkriegs Teil der Grafschaft Görz und Gradisca, wobei sie dem Gerichtsbezirk Cervignano unterstellt war, der wiederum Teil des Bezirks Monfalcone war.
1943 befand sich das italienische Konzentrationslager Visco zur Internierung jugoslawischer Zivilisten in Visco.

## Verkehr
Durch die Gemeinde führt die frühere Strada Statale 252 di Palmanova (heute eine Regionalstraße) von Codroipo nach Gradisca d’Isonzo.